# Салін (округ, Іллінойс)
Шаблон:StateAbbr_ 37°45′ пн. ш. 88°32′ зх. д. / 37.75° пн. ш. 88.54° зх. д.
Округ Салін (англ. Saline County) — округ (графство) у штаті Іллінойс, США. Ідентифікатор округу 17165.

## Історія
Округ утворений 1847 року.

## Демографія
За даними перепису
2000 року
загальне населення округу становило 26733 осіб, зокрема міського населення було 16948, а сільського — 9785.
Серед мешканців округу чоловіків було 12865, а жінок — 13868. В окрузі було 10992 домогосподарства, 7229 родин, які мешкали в 12360 будинках.
Середній розмір родини становив 2,9.
Віковий розподіл населення поданий у таблиці:
| Стать    | До 15 років | 15-21 | 22-29 | 30-39 | 40-49 | 50-65 | 65-85 | Понад 85 |
| -------- | ----------- | ----- | ----- | ----- | ----- | ----- | ----- | -------- |
| Чоловіки | 2536        | 1693  | 1085  | 1660  | 1831  | 2141  | 1723  | 196      |
| Жінки    | 2425        | 1162  | 1109  | 1729  | 1896  | 2400  | 2547  | 600      |

## Суміжні округи
- Гамільтон — північ
- Вайт — північний схід
- Ґаллатін — схід
- Гардін — південний схід
- Поуп — південь
- Джонсон — південний захід
- Вільямсон — захід
- Франклін — північний захід

## Виноски
1. ↑  U.S. Decennial Census. United States Census Bureau. Архів оригіналу за 12 травня 2015. Процитовано 8 липня 2014.
2. ↑  Historical Census Browser. University of Virginia Library. Архів оригіналу за 11 серпня 2012. Процитовано 8 липня 2014.
3. ↑  Population of Counties by Decennial Census: 1900 to 1990. United States Census Bureau. Архів оригіналу за 24 квітня 2014. Процитовано 8 липня 2014.
4. ↑  Census 2000 PHC-T-4. Ranking Tables for Counties: 1990 and 2000 (PDF). United States Census Bureau. Архів оригіналу (PDF) за 18 грудня 2014. Процитовано 8 липня 2014.
5. ↑  State & County QuickFacts. United States Census Bureau. Архів оригіналу за 18 липня 2011. Процитовано 8 липня 2014. [Архівовано 2011-06-07 у Wayback Machine.](англ.) Наведено за англійською вікіпедією.
6. ↑  American FactFinder. Бюро перепису населення США. Архів оригіналу за 26 лютого 2012. Процитовано 31 січня 2008. [Архівовано 2008-05-21 у Wayback Machine.]

| США | Це незавершена стаття з географії США. Ви можете допомогти проєкту, виправивши або дописавши її. |